# Čerp

Ukázka lineárního čerpu - sinusovka o vzrůstající frekvenci

Čerp (z anglického chirp) je vlastnost krátkého světelného (většinou laserového) pulzu, která souvisí s frekvencí světla obsaženého v tomto pulzu. Díky relacím neurčitosti není možné mít krátký (~fs) světelný puls ve viditelné oblasti spektra, který by byl monochromatický, a krátké světelné pulzy tudíž nutně musí sestávat z kvazimonochromatického světla nebo dokonce mají vlastnosti tzv. bílého kontinua. Pro krátké pulzy je stále možné zavést pojem nosné frekvence, nicméně skutečná frekvence jí neodpovídá.
Aktuální frekvence je definována jako derivace fáze, tedy {\displaystyle \omega ={\frac {\partial \phi }{\partial t}}}. Pro krátké pulzy často vychází nekonstantní.